# 미국 공수부대의 노르망디 강하
미국 공수부대의 노르망디 강하는 오버로드 작전의 일환으로 개시된 공수작전으로, 노르망디 상륙이 있었던 1944년 6월 6일 개시되었다. 작전 당일 13,100명의 공수대원과 3,900명의 글라이더 병력이 2개의 공수 작전과 6개의 글라이더 작전으로 노르망디에 투입되었다. 제82공수사단과 제101공수사단은 미국 제7군단의 예하부대였으며, 작전 당시 두 부대의 목표는 유타 해변의 후방과 카랑탕으로 향하는 도로를 확보해 미국 제5군단이 오마하 해변과 유타 해변에 상륙하는 미군 부대를 연결하는 것을 돕는 것이 주요 목표였다. 이 목표를 달성하면 향후에 셰르부르로 진격해 코탕탱반도를 장악할 수 있었다.
1944년 6월 6일 작전 당일 제82공수사단과 제101공수사단은 앨버니, 보스턴, 시카고, 디트로이트, 엘마이라 등 총 5개의 임무를 통해 코탕탱반도 전역에 강하했다. 기상 악화와 독일군의 저항으로 강하부대는 코탕탱반도 전역에 흩어졌으며, 일부 부대는 목표지점에서 32km나 떨어진 지역에 강하했다. 그럼에도 불구하고 노르망디에 투입된 공수부대 대부분은 독일군의 방어망을 마비시키는데 성공했고, 유타 해변으로 상륙하는 미군 부대는 공수부대의 도움으로 보다 쉽게 해안에 상륙할 수 있었다. 제82공수사단과 제101공수사단이 코탕탱반도를 완전히 확보하는 데에는 며칠이 더 걸렸으며, 오마하 해변과 유타 해변에 상륙한 미군 부대가 카랑탕에서 만난 것은 6월 14일 이후였다.

## 같이 보기
- 통가 작전

## 참고

### 참고문헌
- Ambrose, Stephen (1994). 《D-Day: The Climactic Battle of World War II》. Simon and Schuster Paperbacks. ISBN 0-684-80137-X.
- Balkoski, Joseph (2005). 《Utah Beach: The Amphibious Landing and Airborne Operations on D-Day》. Stackpole Books. ISBN 978-0-8117-3377-9.
- Buckingham, William F. (2005). 《D-Day The First 72 Hours》. Tempus Publishing. ISBN 0-7524-2842-X.
- Devlin, Gerard M. (1979). 《Paratrooper – The Saga Of Parachute And Glider Combat Troops During World War II》. Robson Books. ISBN 0-312-59652-9.
- Flanagan, E. M. Jr (2002). 《Airborne – A Combat History Of American Airborne Forces》. The Random House Publishing Group. ISBN 0-89141-688-9.
- Harclerode, Peter (2005). 《Wings Of War – Airborne Warfare 1918–1945》. Weidenfeld & Nicolson. ISBN 0-304-36730-3.
- Huston, James A. (1998). 《Out Of The Blue – U.S. Army Airborne Operations In World War II》. Purdue University Press. ISBN 1-55753-148-X.
- Tugwell, Maurice (1978). 《Assault From The Sky – The History of Airborne Warfare》. Westbridge Books. ISBN 0-7153-9204-2.
- Warren, Dr John C. (1956). 《Airborne Operations in World War II, European Theater》. Air University, Maxwell AFB: US Air Force Historical Research Agency. USAF Historical Study 97.
- Weeks, John (1971). 《Airborne To Battle – A History Of Airborne Warfare 1918–1971》. William Kimber & Co Ltd. ISBN 0-7183-0262-1.